# Missionsmuseum Steyl

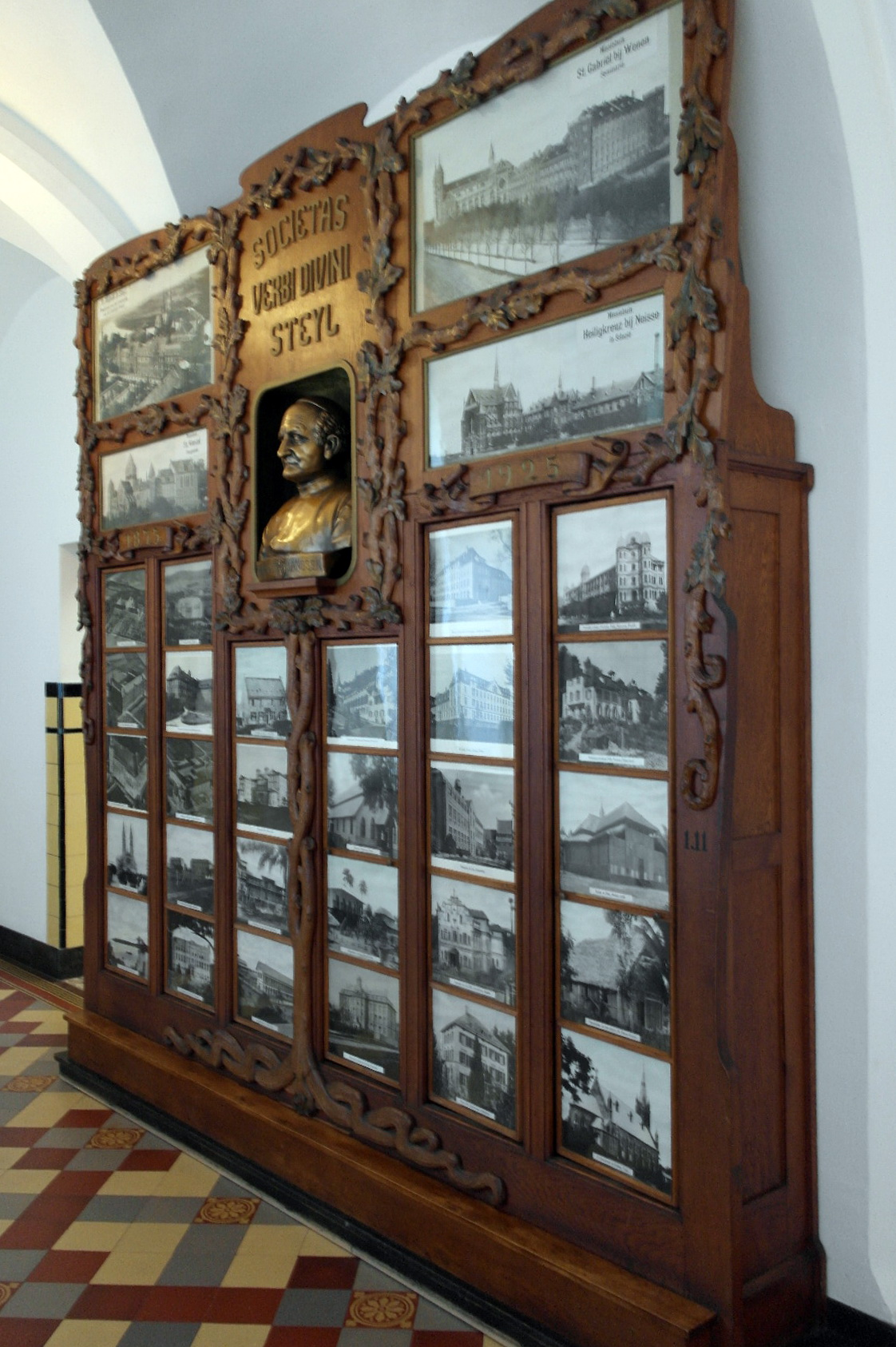
Aus den Beständen des Museums

Das Missionsmuseum Steyl ist das Missionsmuseum der Steyler Missionare (Societas Verbi Divini, SVD, Gesellschaft des Göttlichen Wortes) in Steyl, einem Stadtteil von Venlo in der niederländischen Provinz Limburg. Die Gründung erfolgte 1931.
Zur Ausstellung zählen Kunstgegenstände und naturhistorische Objekte. Seine Besonderheit ist, dass es seit dem Tod des Gründers 1934 nicht mehr verändert wurde, also seinerseits ein Denkmal der damaligen Museumspraxis darstellt.
Weitere Ausstellungen befinden sich im Haus Völker und Kulturen beim Missionshaus St. Augustin in Sankt Augustin sowie im Missionsmuseum des Missionshauses in St. Wendel.